# ماسيدونيا (أوهايو)
ماسيدونيا، أوهايو

ماسيدونيا (بالإنجليزية: Macedonia)‏ هي مدينة أمريكية تقع في ولاية أوهايو. تبلغ مساحة هذه المدينة 25.2 (كم²)،ويبلغ عدد سكانها 11188 نسمة حسب إحصاء سنة 2010 م. تشير إحصاءات سنة 2000م بأن الكثافة السكانية في هذه المدينة تقدر بـ(368.1) نسمة/كم2 

## التركيبة السكانية
قام مكتب تعداد الولايات المتحدة بتحديد بيانات التركيبة السكانية لماسيدونيا في تعداد الولايات المتحدة. في ما يلي، التركيبة السكانية حسب تعدادي 2000 و2010.

### تعداد عام 2000
بلغ عدد سكان مقدونيا 325 نسمة بحسب تعداد عام 2000، وبلغ عدد الأسر 130 أسرة وعدد العائلات 86 عائلة مقيمة في المدينة. في حين سجلت الكثافة السكانية 951.9 نسمة لكل ميل مربع (367.5/كم2). وبلغ عدد الوحدات السكنية 137 وحدة بمتوسط كثافة قدره 401.3 نسمة لكل ميل مربع (154.9/كم2).
وتوزع التركيب العرقي للمدينة بنسبة 99.08% من البيض و 0.92% من عرقين مختلطين أو أكثر.
بلغ عدد الأسر 130 أسرة كانت نسبة 33.1% منها لديها أطفال تحت سن الثامنة عشر تعيش معهم، وبلغت نسبة الأزواج القاطنين مع بعضهم البعض 53.1% من أصل المجموع الكلي للأسر، ونسبة 10.0% من الأسر كان لديها معيلات من الإناث دون وجود شريك، وكانت نسبة 33.8% من غير العائلات. تألفت نسبة 31.5% من أصل جميع الأسر من أفراد ونسبة 13.1% كانوا يعيش معهم شخص وحيد يبلغ من العمر 65 عاماً فما فوق. وبلغ متوسط حجم الأسرة المعيشية 3.10، أما متوسط حجم العائلات فبلغ 2.50.
بلغ العمر الوسطي للسكان 36 عاماً. وكانت نسبة 9.5% بين الثامنة عشر والأربعة وعشرون عاماً، ونسبة 28.9% كانت واقعةً في الفئة العمرية ما بين الخامسة والعشرون حتى والأربعة وأربعون عاماً، ونسبة 17.5% كانت ما بين الخامسة والأربعون حتى الرابعة والستون، ونسبة 16.3% كانت ضمن فئة الخامسة والستون عاماً فما فوق. يوجد لكل 100 أنثى 99.4 ذكر، ويوجد لكل 100 أنثى في الثامنة عشر من عمرها فما فوق 86.5 ذكر.
بلغ متوسط دخل الأسرة في المدينة 32,813 دولار، أما متوسط دخل العائلة فبلغ 39,792 دولار. وكان متوسط دخل الذكور 31,528 دولار مقابل 22,500 دولار للإناث. وسجل دخل الفرد الخاص بالمدينة 14,189 دولار. وكانت نسبة 14.7% من العائلات ونسبة 14.5% من السكان تحت خط الفقر، وكان من هؤلاء نسبة 12.2% تحت سن الثامنة عشر ونسبة 16.3% في الخامسة والستين من العمر وما فوق.

### تعداد عام 2010
بلغ عدد سكان ماسيدونيا 11,188 نسمة بحسب تعداد عام 2010، وبلغ عدد الأسر 4,338 أسرة وعدد العائلات 3,231 عائلة مقيمة في المدينة. في حين سجلت الكثافة السكانية 1,152.2 نسمة لكل ميل مربع (444.9/كم2). وبلغ عدد الوحدات السكنية 4,545 وحدة بمتوسط كثافة قدره 468.1 لكل ميل مربع (180.7/كم2).
وتوزع التركيب العرقي للمدينة بنسبة 83.6% من البيض و 0.1% من الأمريكيين الأصليين و 3.9% من الأمريكيين ذوي الأصول الآسيوية و 10.4% من الأمريكيين الأفارقة و 1.6% من عرقين مختلطين أو أكثر.
بلغ عدد الأسر 4,338 أسرة كانت نسبة 31.1% منها لديها أطفال تحت سن الثامنة عشر تعيش معهم، وبلغت نسبة الأزواج القاطنين مع بعضهم البعض 63.5% من أصل المجموع الكلي للأسر، ونسبة 8.0% من الأسر كان لديها معيلات من الإناث دون وجود شريك، بينما كانت نسبة 3.0% من الأسر لديها معيلون من الذكور دون وجود شريكة وكانت نسبة 25.5% من غير العائلات. وبلغ متوسط حجم الأسرة المعيشية 3.01، أما متوسط حجم العائلات فبلغ 2.58.
بلغ العمر الوسطي للسكان 43.4 عاماً. وكانت نسبة 22.3% من القاطنين تحت سن الثامنة عشر، وكانت نسبة 6.5% بين الثامنة عشر والأربعة وعشرون عاماً، ونسبة 24% كانت واقعةً في الفئة العمرية ما بين الخامسة والعشرون حتى والأربعة وأربعون عاماً، ونسبة 32.7% كانت ما بين الخامسة والأربعون حتى الرابعة والستون، ونسبة 14.7% كانت ضمن فئة الخامسة والستون عاماً فما فوق. وتوزع التركيب الجنسي للسكان بنسبة 48.5% ذكور و51.5% إناث.